# دیزه جین ۱
دیزه جین ۱ یک اندیس فلزی است که در حوالی شهر تاکستان استان قزوین قرار دارد و مادهٔ معدنی موجود در آن، مس است.سنگ میزبان این اندیس گرانودیوریت است و دیرینگی آن به دوران ترشیری می‌رسد. در این اندیس، پاراژنز‌های پیریت، مالاکیت، اسپیکولاریت، کوارتز، تورمالین یافت می‌شوند.